# Allgäuschichten
Die Allgäuschichten oder Allgäuformation sind eine geologische Formation des Unteren Jura, die nach ihrem häufigen Vorkommen in den Allgäuer Alpen benannt ist. Die Allgäuschichten gehören zur Allgäudecke. Das Gestein der Allgäuschicht zeigt sich lediglich auf steilen, von Erosionsrinnen gefurchten Hängen – wo die Erde abgerutscht ist oder sich von Grund auf nicht halten konnte – und scharfen Graten. Diese Gesteinsschichten bilden die so genannten „Allgäuer Grasberge“. Für die Alpwirtschaft sind die Allgäuschichten eine wichtige Basis: Auf ihr konnte sich Grünland bilden, was für die Viehzucht von existenzieller Bedeutung ist.

## Stratigraphische Einstufung
Die Schichten wurden im Lias und Dogger in einem relativ abgeschlossenen Sedimentationsbecken (Beckenfazies des Jura) abgelagert. Die Allgäuschichten erreichen regional eine Mächtigkeit bis 1500 Meter und werden oft mit dem Lias-Fleckenmergel korreliert, haben jedoch eine vielfältigere Ausprägung als dieser. Die Schichtenfolge kommt in reduzierter Mächtigkeit auch außerhalb des Allgäus in anderen Gebieten der Nördlichen Kalkalpen, im Bajuvarikum sowie teilweise im Tirolikum und Juvavikum vor. In den Lienzer Dolomiten, die regionalgeologisch den Zentralen Ostalpen angehören, umfassen die Allgäuschichten lediglich den liassischen Anteil in einer Mächtigkeit von 300 Metern, während die jüngeren Juraablagerungen durch Rote Knollenkalke gebildet werden.

## Petrografische Ausbildung

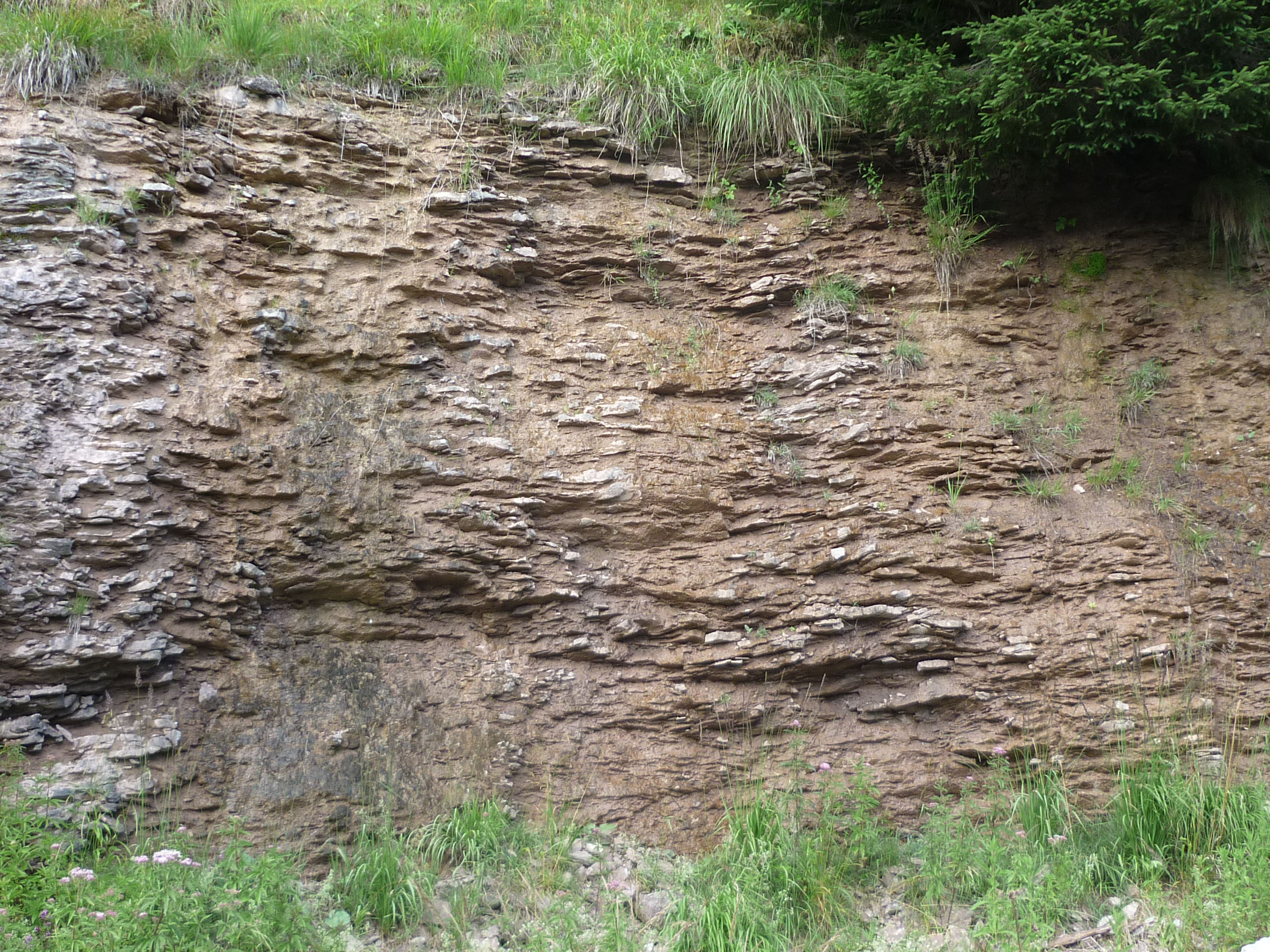
Allgäu-Schichten in den Tannheimer Bergen

In den Allgäuschichten sind neben den dominierenden kalkigen und tonigen Mergeln untergeordnet reine Kalke und kieselige Einschaltungen sowie schwarze, manganhaltige Schiefertone am Schichtaufbau beteiligt. Lokal sind am Alpennordrand sandige Einschaltungen zu beobachten.
Gebildet wurden die Allgäuschichten hauptsächlich im Unterjura vor etwa 200 bis 157 Millionen Jahren. Im Westabschnitt der Kalkalpen unterscheidet man drei Abschnitte:
- Ältere Allgäuschichten aus rotem Basiskalk des tiefen Lias, mergeligen Kalken, Fleckenmergeln und Kieselkalken,
- Mittlere Allgäuschichten aus schiefrigen Mergeln, Mergelkalken und Manganschiefern des unteren Toarc (höhere Lias),
- Jüngere Allgäuschichten mit Fleckenmergeln, Mergelkalken und Kalken des oberen Toarc bis Callov (Lias bis Dogger).

## Fossilien
In den Allgäuschichten vorgefundene Fossilien ermöglichen eine Rekonstruktion der Mächtigkeit dieser Schichtfolge. Im Lawinenschutt am Fuße eines Fleckenmergelberges sind gelegentlich Reste von Lebewesen des Jurameers zu finden, die in der Schicht versteinert sind. Als gefundene Versteinerungen sind Armkiemer, Schnecken (Pleurotomaria), Muscheln (Inoceramus), Belemniten-Rostren, Stielglieder von Seelilien und teils auch Wirbeltierreste (meistens Fischschuppen, -zähne und -wirbel) zu nennen. Die häufigsten Fossilien sind allerdings Ammoniten.